# Rasputin, the Black Monk
Rasputin, the Black Monk er en amerikansk stumfilm fra 1917 af Arthur Ashley.

## Medvirkende
- Montagu Love som Gregory Novik / Rasputin
- Henry Hull som Kerensky
- June Elvidge som Inez
- Arthur Ashley som Raff
- Bertram Grassby som Alexus